# Stadio Mario Rigamonti
Stadio Mario Rigamonti – stadion piłkarski znajdujący się w mieście Brescia we Włoszech.
Swoje mecze rozgrywa na nim zespół Brescia Calcio. Jego pojemność wynosi 27 547.